# Darjacze-je Taszk
Darjacze-je Taszk – słone jezioro, położone jest w południowym Iranie. Jest to jedno z największych jezior w tym kraju. Po długich okresach suszy, które w tym regionie zdarzają się regularnie, lustro wody w zbiorniku znacznie się obniża. Zdarza się, że deszcze nie padają przez kilka lat. Wtedy, w wyniku intensywnego parowania wody jeziora mogą wyschnąć niemal zupełnie, zamieniając się w płytkie solnisko, z którego wystają fragmenty skalnego dna, otoczone warstwami soli oraz bajorami stagnującej wody bogatej w rozmaite sole (głównie chlorek potasu). W okresach wilgotnych Taszk zamienia się w duży zbiornik o powierzchni kilkuset kilometrów kwadratowych, nad którym chętnie zimują ptaki wodne z północy.